# Бучићи (Јајце)
Бучићи су насељено мјесто у Босни и Херцеговини у Општини Јајце које административно припада Федерацији Босне и Херцеговине. Према попису становништва из 1991. у насељу је живјело 457 становника.

## Становништво
Према попису становништва из 1991. године место је имало 457 становника.
| Националност | 1991.         |
| Муслимани    | 457 (100,00%) |
| Укупно       |               |